# カーブル大学
座標: 北緯34度31分04秒 東経69度07分41秒 / 北緯34.51778度 東経69.12806度
カーブル大学（ペルシア語: پوهنتون کابل）はアフガニスタンの首都、カーブルにある大学。

## 概要

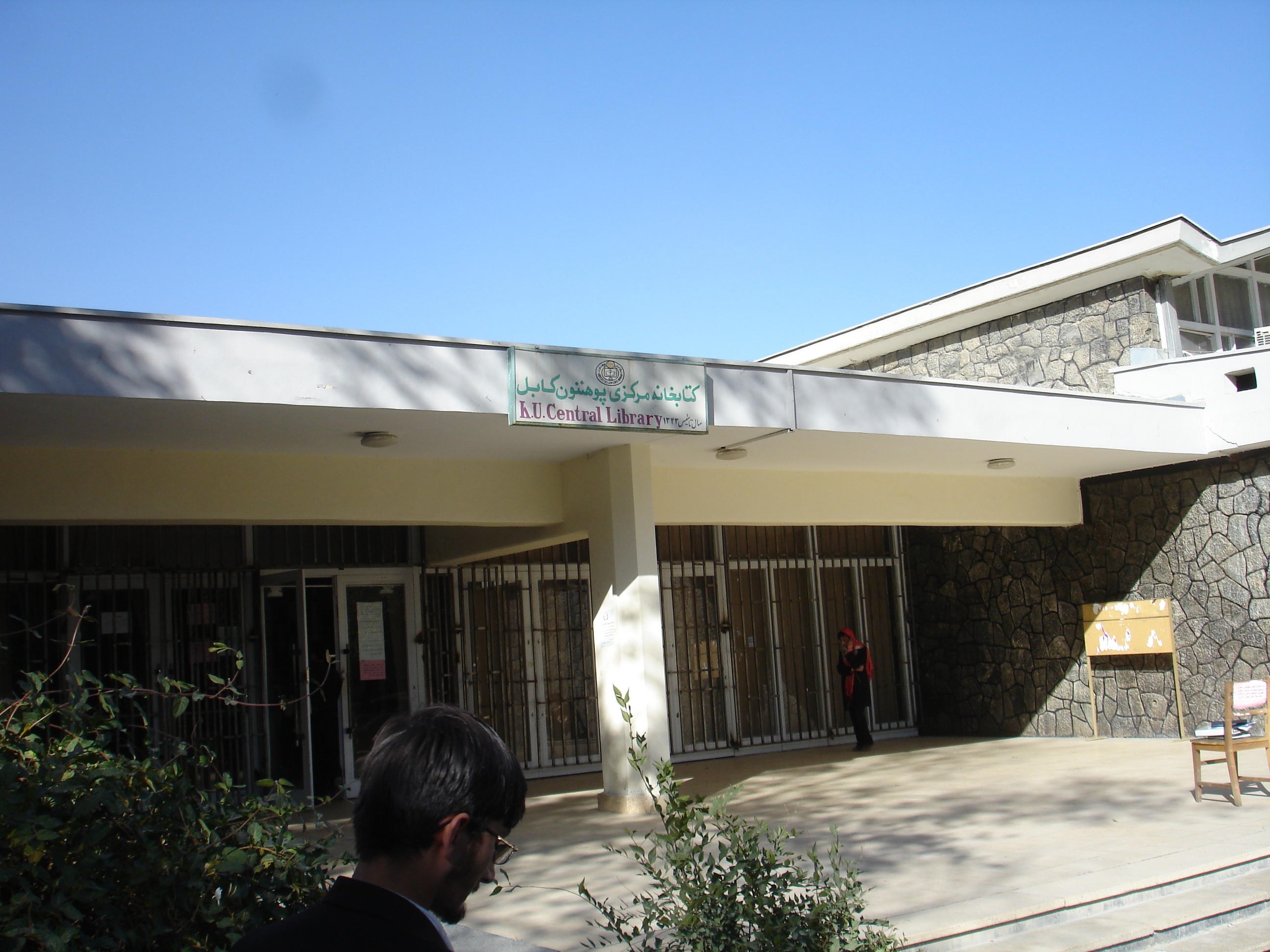
大学の中央図書館

1931年設立だが、実際の講義開始は1932年。
1990年代中頃、キャンパスはシーア派グループHizb-i Wahdatと当時の大統領で当校卒業生でもあるブルハーヌッディーン・ラッバーニー の支持者たちとの内戦場だった。今でも弾痕が木に残り、フェンスは潰され、ロケット砲の穴が道にあいている。図書館の多くの本にも弾痕が残り、特に被害を受けた7冊の本はガラスケースの中に保管されている。ターリバーン政権時、教職員の給料は40米ドルだった。
ターリバーン政権後、大学の立て直しが進められたが、基礎的なレベルの機能を取り戻すためには6400万ドル必要だと思われている。再建プログラムの一環としてパードゥー大学 を含む4大学と提携を結んでいる。
外国で教育を受けた学者たちが次世代の学生に、共産主義、フェミニズム、資本主義などを教えている。アフマド・シャー・マスード、グルブッディーン・ヘクマティヤールからも影響を受けている。共和制、内戦、ターリバーン政権時に多くの学者が大学を離れ外国へ行ったため、教職員の緊急な補充が必要である。現在の教職員はカーブル大学の学士号しか取得していない。
2020年11月2日には、武装集団が構内へ乱入し、学生らを銃撃及び自爆テロで攻撃する事件が発生。22人が死亡、40人以上が負傷した。後にISKPが犯行声明を出した。
2021年ターリバーン攻勢により、再びターリバーン政権が復活。2022年現在、大学は再開されたものの男女の登校日が分けられ、それぞれ講義を受けられる日は週3日に限られることとなった。
2022年12月、女性の入学を禁止した。

## 組織

### 理学部
- コンピュータ科学科
- 生物学科
- 化学科
- 数学科
- 物理学科

### 工学部
約600名の学生が所属。
- 建築工学科
- 土木工学科
- 機械工学科
- 電気工学科

### 薬学部
7つの研究室があり、約400名の学生が所属。
- 生薬学科
- 薬学科
- 調剤化学科
- 調剤生化学科
- 食品分析学科

### 農学部
- 農業経済学科
- 農学科
- 畜産学科
- 林学・天然資源学科
- 園芸学科
- 植物防疫学科

### 獣医学部
- 副診療科
- 準診療科
- 診療科
- 畜産学科
- 食品衛生学科